# باويل سفلي
باويل سفلي هي قرية في مقاطعة أسكو، إيران. عدد سكان هذه القرية هو 1,502 في سنة 2006.